# Református Kör (Szentes)
A Református Kör egy szecessziós stílusban épített épület Szentesen. A Borsos József által tervezett létesítmény a 20. század eleje óta szolgálja a város református vallású polgárainak közösségi életét. 
Az épület története a 20. század elején kezdődik, amikor a hódmezővásárhelyi származású Futó Zoltán fölrázta a város addig pangó református életét. Kezdeményezésére a református polgárok megalapították a Szentesi Református Kört, amely népművelési, szociális és hitéleti tevékenységet fejtett ki. Az egyesület kezdetbe nem rendelkezett saját tulajdonú székházzal, ezért a városban középületekben, polgárházakban szervezték összejöveteleiket. 1904-ben egy jómódú parasztpolgár, Szűrszabó Nagy Imre megvásárolta az egykori Polgári Olvasókör épületét, amely nem messze fekszik a református templomtól. A gyorsan növekvő református közösség hamar kinőtte az olvasókör egykori helyiségét, ezért a vezetők elhatározták, hogy az épület egy utcára néző szárnnyal bővítik ki. Az új szárny terveinek elkészítését a vásárhelyi Borsos József vállalta. A szecessziós stílusban felhúzott épület ünnepélyes megnyitására 1906. december 9-én került sor. Az új létesítményben könyvtár, társaskör s vendéglő kezdte meg működését. Itt tartották a református közösség gyűléseit is. 
A Református Kör közösségi központja nagy sikerrel működött az első világháborúig, amikor a hadsereg lefoglalta az épületet és egészen a háború végéig katonai célra használta azt. 1918. november 1-jén e falak között alakult meg a Magyar Nemzeti Tanács szentesi bizottsága. A Magyar Tanácsköztársaság bukása után újból a Református Köré lett az épület, de programjai az 1930-as évektől megritkultak, a közösségi élet hanyatlani kezdett. 1935-ben a civilszervezet az épület tulajdonjogát eladta a református egyháznak. A szentesi reformátusok civil tevékenysége az évek folyamán lassacskán megszűnt, az épületet református egyház, illetve a köré csoportosuló szervezetek foglalták el. 
Az épület jelenleg is a helyi református közösség tulajdona, falai között irattár és könyvtár működik. Az épületben őrzik az alapító Szűrszabó Nagy Imre portréját.